# Европско првенство у атлетици у дворани 2017 — троскок за жене
Такмичење у троскоку у женској конкуренцији на 34. Европском првенству у у дворани 2017. у Београду одржано је 3. и 4. марта у Комбанк арени.
Титулу освојену у Прагу 2015. није бранила је Јекатерина Конева из Русије, због суспензије руских атлетичара са међународних такмичења.

## Земље учеснице
Учествовало је 18 такмичарки из 14 земаља.
1. Белорусија (1)
2. Грчка (1)
3. Естонија (1)
4. Италија (1)
5. Немачка (3)
6. Пољска (1)
7. Португалија (2)
8. Румунија (2)
9. Словачка (1)
10. Словенија (1)
11. Украјина (1)
12. Финска (1)
13. Француска (1)
14. Шпанија (1)

## Рекорди
| Рекорди пре почетка Европског првенства 2017.     | Рекорди пре почетка Европског првенства 2017. | Рекорди пре почетка Европског првенства 2017. | Рекорди пре почетка Европског првенства 2017. | Рекорди пре почетка Европског првенства 2017. | Рекорди пре почетка Европског првенства 2017. |
| ------------------------------------------------- | --------------------------------------------- | --------------------------------------------- | --------------------------------------------- | --------------------------------------------- | --------------------------------------------- |
| Светски рекорд                                    | Татјана Лебедева                              | Русија                                        | 15,36                                         | Будимпешта, Мађарска                          | 6. март 2004.                                 |
| Европски рекорд                                   | Татјана Лебедева                              | Русија                                        | 15,36                                         | Будимпешта, Мађарска                          | 6. март 2004.                                 |
| Рекорди европских првенстава                      | Ејша Хансен                                   | Уједињено Краљевство                          | 15,16                                         | Валенсија, Шпанија                            | 28. фебруар 1998.                             |
| Најбољи светски резултат сезоне у дворани         | Јилмар Ројас                                  | Венецуела                                     | 14,79                                         | Мадрид, Шпанија                               | 20. јануар 2017.                              |
| Најбољи европски резултат сезоне у дворани        | Елена Пантуроју                               | Румунија                                      | 14,33                                         | Букурешт, Румунија                            | 4. фебруар 2017.                              |
| Рекорди после завршетка Европског првенства 2017. |                                               |                                               |                                               |                                               |                                               |
| Најбољи европски резултат сезоне у дворани        | Кристин Гириш                                 | Немачка                                       | 14,37                                         | Београд, Србија                               | 4. март 2017.                                 |

## Најбољи европски резултати у 2017. години
Десет најбољих европских такмичарки у троскоку у дворани 2017. године пре почетка првенства (3. марта 2017), имале су следећи пласман на европској и светској ранг листи. (СРЛ)
| 1.  | Елена Андреа Пантуроју | Румунија    | 14,33 | 4. фебруар  | 2. СРЛ  |
| 2.  | Параскеви Папахристу   | Грчка       | 14,19 | 25. фебруар | 4. СРЛ  |
| 3.  | Патрисија Мамона       | Португалија | 14,13 | 19. фебруар | 5. СРЛ  |
| 4.  | Неле Екхарт            | Немачка     | 14,09 | 1. фебруар  | 6. СРЛ  |
| 5.  | Јени Елбе              | Немачка     | 14,07 | 18. фебруар | 7. СРЛ  |
| 6.  | Дарија Деркач          | Италија     | 14,05 | 19, фебруар | 8. СРЛ  |
| 7.  | Олга Саладуха          | Украјина    | 14,02 | 19. фебруар | 9. СРЛ  |
| 8.  | Жанин Асани Ису        | Француска   | 14,01 | 10. фебруар | 10. СРЛ |
| 9.  | Ана Јагаћиак           | Пољска      | 13,97 | 10. фебруар | 11. СРЛ |
| 10. | Кристин Гириш          | Немачка     | 13,96 | 28. јануар  | 12. СРЛ |

Такмичарке чија су имена подебљана учествовале су на ЕП.

## Сатница
| Датум         | Време | Ниво          |
| ------------- | ----- | ------------- |
| 3. март 2017  | 12.00 | Квалификације |
| 4. март 2017. | 17.50 | Финале        |

## Квалификациона норма
| дворана |
| ------- |
| 13,75 м |

## Освајачице медаља
|                       |                              |                            |
| Кристин Гириш Немачка | Патрисија Мамона Португалија | Параскеви Папахристу Грчка |

## Резултати

### Квалификације
Такмичење је одржано 3. марта 2017. године у 12:00.
Квалификациона норма за пласман 8 такмичарки у финале износила је 14,05 метара. Норму је испунило 6 такмичарки, (КВ) а остале две су се пласирале на основу постигнутог резултата (кв).,
| Место | Такмичарка             | Земља       | ЛР    | ЛРС   | 1. скок | 2. скок | 3. скок | Резултат | Белешка |
| ----- | ---------------------- | ----------- | ----- | ----- | ------- | ------- | ------- | -------- | ------- |
| 1.    | Јени Елбе              | Немачка     | 14,15 | 14,07 | 13,88   | 14,27   |         | 14.27    | КВ, ЛР  |
| 2.    | Кристин Гириш          | Немачка     | 14,46 | 13,95 | x       | 14,26   |         | 14,26    | КВ, ЛРС |
| 3.    | Ана Пелетеиро          | Шпанија     | 13,91 | 13,76 | x       | 13,90   | 14,20   | 14,20    | КВ, ЛР  |
| 4.    | Кристина Мекеле        | Финска      | 14,20 | 13,89 | 14,01   | 14,18   |         | 14,18    | КВ, ЛРС |
| 5.    | Ана Јагаћиак           | Пољска      | 14,08 | 13,97 | 14,15   |         |         | 14,15    | КВ, ЛР  |
| 6.    | Параскеви Папахристу   | Грчка       | 14,47 | 14,19 | 14,12   |         |         | 14,12    | КВ      |
| 7.    | Патрисија Мамона       | Португалија | 14,36 | 14,13 | 13,80   | 13.75   | 14,03   | 14,03    | кв      |
| 8.    | Сузана Коста           | Португалија | 13,49 | 13,49 | 13,72   | 13,92   | 13,97   | 13.97    | кв, ЛР  |
| 9.    | Жанин Асани Ису        | Француска   | 14,17 | 14,01 | 13,93   | 13,94   | 13,83   | 13,94    |         |
| 10.   | Ирина Васкоуска        | Белорусија  | 14,23 | 13,94 | 13,85   | x       | 13,79   | 13,85    |         |
| 11.   | Елена Андреа Пантуроју | Румунија    | 14,33 | 14,33 | 13,51   | 13,69   | 13,84   | 13,84    |         |
| 12.   | Дана Велдјакова        | Словачка    | 14,40 | 13,37 | x       | 13,44   | 13,72   | 13,72    |         |
| 13.   | Дарија Деркач          | Италија     | 14,05 | 14,05 | 13,42   | 13,44   | 13,69   | 13,69    |         |
| 14.   | Мерилин Удме           | Естонија    | 13,40 | 13,40 | 13,55   | 12,95   | 13,18   | 13,55    | ЛР      |
| 15.   | Кристина Бујин         | Румунија    | 14,35 | 13,86 | 13,44   | x       | x       | 13,44    |         |
| 16.   | Руслана Цихотска       | Украјина    | 14,00 | 13,31 | 12,71   | 13,31   | 13,05   | 13,31    | =ЛРС    |
| 17.   | Петра Корен            | Словенија   | 13,56 | 13,56 | 13,26   | 12,17   | 11,47   | 13,26    |         |
| 18.   | Неле Екхарт            | Немачка     | 14,09 | 14,09 | 13,22   | x       | 11,84   | 13,22    |         |

Подебљани лични рекорди су и национални рекорди земље коју такмичарка представља

### Финале
Такмичење је одржано 4. марта 2017. године у 17:50.
,
| Место | Атлетичарка          | Земља       | 1. скок | 2. скок | 3. скок | 4. скок | 5. скок | 6. скок | Резултат | Белешка |
| ----- | -------------------- | ----------- | ------- | ------- | ------- | ------- | ------- | ------- | -------- | ------- |
|       | Кристин Гириш        | Немачка     | x       | 14,37   | x       | x       | x       | 13,91   | 14,37    | ЕРС     |
|       | Патрисија Мамона     | Португалија | 14,24   | 14,25   | 14,29   | x       | 14,32   | 14,01   | 14,32    | ЛРС     |
|       | Параскеви Папахристу | Грчка       | 14,04   | 14,20   | 14,24   | 14,17   | x       | x       | 14,24    | ЛРС     |
| 4     | Ана Јагаћиак         | Пољска      | 13,82   | 13,92   | x       | 14,14   | 13,89   | 13,91   | 14,14    |         |
| 5     | Ана Пелетеиро        | Шпанија     | 14,13   | x       | x       | 13,72   | 13,65   | x       | 14,13    |         |
| 6     | Јени Елбе            | Немачка     | 14,12   | x       | 11,99   | 13,91   | 13,02   | x       | 14,12    |         |
| 7     | Сузана Коста         | Португалија | 13,83   | 13,99   | x       | 13,89   | 13,65   | 13,71   | 13,99    | ЛР      |
| 8     | Кристина Мекеле      | Финска      | 13,56   | 13,70   | x       | 13,73   | 13,57   | 13,68   | 13,73    |         |